# سیارک ۱۱۵۳۲
سیارک ۱۱۵۳۲ (به انگلیسی: 11532 Gullin، نامگذاری:1992ER4)۱۱۵۳۲مین سیارک کشف شده‌است که در ۰۱ مارس ۱۹۹۲ کشف شد.